# Ricin
Ricin là một chất độc cực mạnh, là một lectin tự nhiên (protein có khả năng liên kết với carbohydrat) được tìm thấy trong hạt của cây thầu dầu, Ricinus communis. Nuốt phải 5 đến 10 hạt thầu dầu có thể gây ra các triệu chứng cấp tính ở người: ói ra máu, hoại tử xuất huyết ở một số cơ quan, suy thận, trụy tim mạch, và tử vong sau 6-14 ngày. Một lượng bột ricin tinh khiết kích thước cỡ vài hạt muối ăn có thể giết chết một người trưởng thành. Liều gây chết trung bình (LD50) của ricin là khoảng 22 microgram mỗi kg trọng lượng cơ thể (1,78 mg cho một người trung bình). Nhiễm độc ricin từ đường miệng ít độc hơn gấp nhiều lần so với đường máu hoặc đường hô hấp, với liều gây chết ở người ước tính khoảng 1 mg cho mỗi kg thể trọng.

## Độc tính

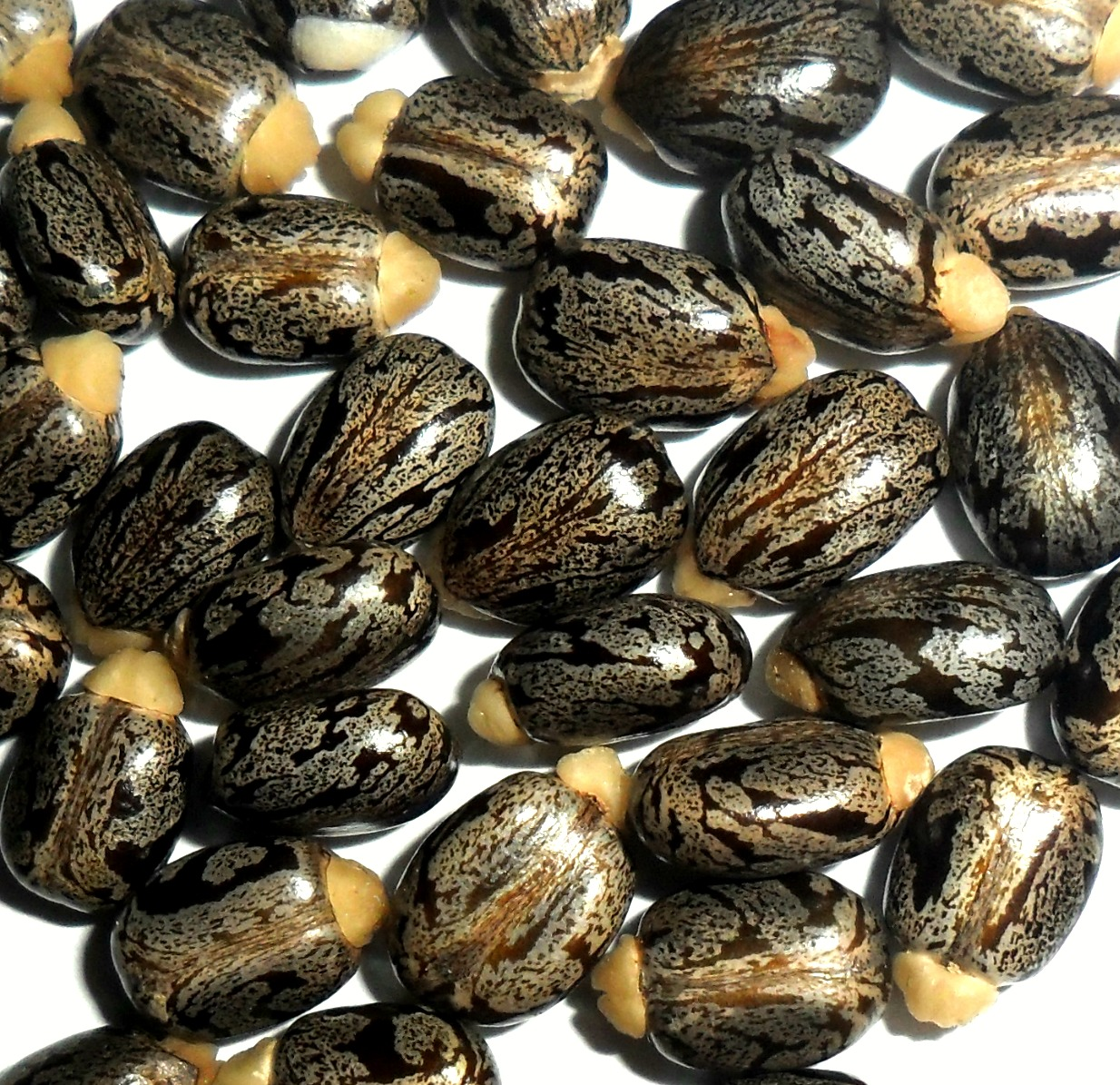
Hạt cây thầu dầu

Ricin rất độc nếu hít vào phổi, tiêm vào máu, hoặc nuốt vào bụng. Nó hoạt động như một loại độc tố bằng cách ức chế sinh tổng hợp protein. Ricin ngăn cản các tế bào tổng hợp các loại amino acid khác nhau để tạo thành protein từ các thông tin mà nó nhận được từ mRNA trong một quá trình được thực hiện bởi ribosome của tế bào, đây là mức cơ bản nhất của quá trình trao đổi chất trong tế bào, thiết yếu đối với tất cả các tế bào sống và sự sống. Ricin khá bền, nhưng có thể bị thủy phân bởi các enzyme peptidase. Khi đưa vào bụng, bệnh lý của ricin gây ra phần lớn chỉ giới hạn trong đường tiêu hóa, gây tổn thương các niêm mạc. Nếu được điều trị thích hợp, hầu hết bệnh nhân sẽ phục hồi hoàn toàn.
Do không thể tổng hợp protein, nên các triệu chứng chỉ xuất hiện cách một thời gian từ vài giờ đến một ngày sau khi nhiễm độc. Một thuốc giải độc đã được phát triển bởi quân đội Anh, mặc dù chưa được thử nghiệm trên con người. Một loại khác cũng được quân đội Hoa Kỳ phát triển, đã được chứng minh là an toàn và hiệu quả ở chuột thí nghiệm được tiêm máu giàu kháng thể trộn với ricin, và đã có một số thử nghiệm trên người. Phương pháp trị liệu triệu chứng và chăm sóc đã được đưa ra. Những người sống sót thường có tổn thương cơ quan lâu dài. Ricin gây tiêu chảy nặng, nạn nhân có thể chết vì sốc tuần hoàn. Tử vong thường xảy ra trong vòng 3-5 ngày kể từ khi tiếp xúc với độc chất.
Hạt thầu dầu có thể được ép để trích xuất dầu thầu dầu, phế phẩm còn lại gọi là bánh dầu. Trong khi các bánh dầu từ dừa, lạc, đôi khi cả hạt bông vải thường được dùng làm thức ăn gia súc và/hoặc phân bón, nhưng bánh dầu từ hạt thầu dầu do chứa độc chất ricin nên không được dùng làm thức ăn trừ khi ricin được khử hoạt tính bằng nồi hấp. Đã có báo cáo về trường hợp động vật chết vì nhiễm độc ricin do vô tình ăn phải bánh dầu được dùng làm phân bón.
Tử vong do ăn phải hạt thầu dầu rất hiếm, một phần vì quả nang khó tiêu, và do hệ tiêu hóa có khả năng phân hủy được ricin mặc dù có khó khăn. Thịt quả từ 8 hạt thầu dầu có khả năng gây nguy hiểm đối với một người lớn. Rauber và Heard đã viết trong khảo sát về các trường hợp được báo cáo cho thấy sự nhận thức của công chúng và cả những chuyên gia về độc chất ricin là "không phản ánh một cách chính xác khả năng của quản lý y tế hiện đại".

### Quá liều
Hầu hết các trường hợp ngộ độc cấp tính ở người là hậu quả của việc ăn phải hạt thầu dầu, ăn từ 5-20 hạt đã được chứng minh có thể gây ra tử vong đối với một người trưởng thành. Tuy nhiên, có trường hợp một phụ nữ 37 tuổi nuốt 30 hạt tại Hoa Kỳ vào năm 2013 nhưng vẫn sống. Nạn nhân thường có các biểu hiện buồn nôn, tiêu chảy, nhịp tim nhanh, hạ huyết áp, có thể kéo dài cả tuần. Có thể đo nồng độ ricin trong máu, huyết tương, hoặc nước tiểu để xác nhận chẩn đoán. Các phân tích trong phòng thí nghiệm thường là xét nghiệm miễn dịch hoặc sắc ký lỏng khối phổ.

## Hóa sinh
Ricin được phân loại là một protein bất hoạt ribosome (RIP) loại 2. Trong khi các RIP loại 1 được cấu tạo từ một chuỗi protein duy nhất hoạt động xúc tác, thì các RIP loại 2, còn được gọi là holotoxin, bao gồm hai chuỗi protein khác nhau tạo thành một phức hệ heterodimer. RIP loại 2 bao gồm một chuỗi A có chức năng tương đương với một RIP loại 1, liên kết cộng hóa trị với chuỗi B bằng một liên kết disulfit duy nhất. Chuỗi B không hoạt động xúc tác nhưng có tác dụng làm trung gian vận chuyển của các protein phức hệ A-B từ bề mặt tế bào, vào trong khoang lưới nội chất (ER). Cả hai RIP loại 1 và loại 2 đều có chức năng hoạt động cản trở các ribosome trong ống nghiệm (in vitro), tuy nhiên chỉ RIP loại 2 thể hiện có độc tính tế bào do các tính chất giống lectin của chuỗi B. Để có thể bất hoạt ribosome, liên kết disulfide của ricin phải bị khử.

### Sinh tổng hợp
Ricin được tổng hợp trong nội nhũ của hạt cây thầu dầu. Các tiền protein của ricin là chuỗi chứa 576 phân tử amino acid, gồm một peptide tín hiệu (1-35), ricin chuỗi A (36-302), một liên kết peptide (303-314) và ricin chuỗi B (315-576).

## Quy định
Tại Hoa Kỳ, ricin bị liệt kê trong danh sách các tác nhân hóa học của Bộ Y tế và Dịch vụ Nhân sinh Hoa Kỳ, và các nhà khoa học phải đăng ký với Bộ Y tế để sử dụng ricin trong nghiên cứu của họ. Tuy nhiên, các nhà nghiên cứu sở hữu ít hơn 100 mg được miễn trừ.

## Tác nhân của vũ khí sinh học hoặc hóa học

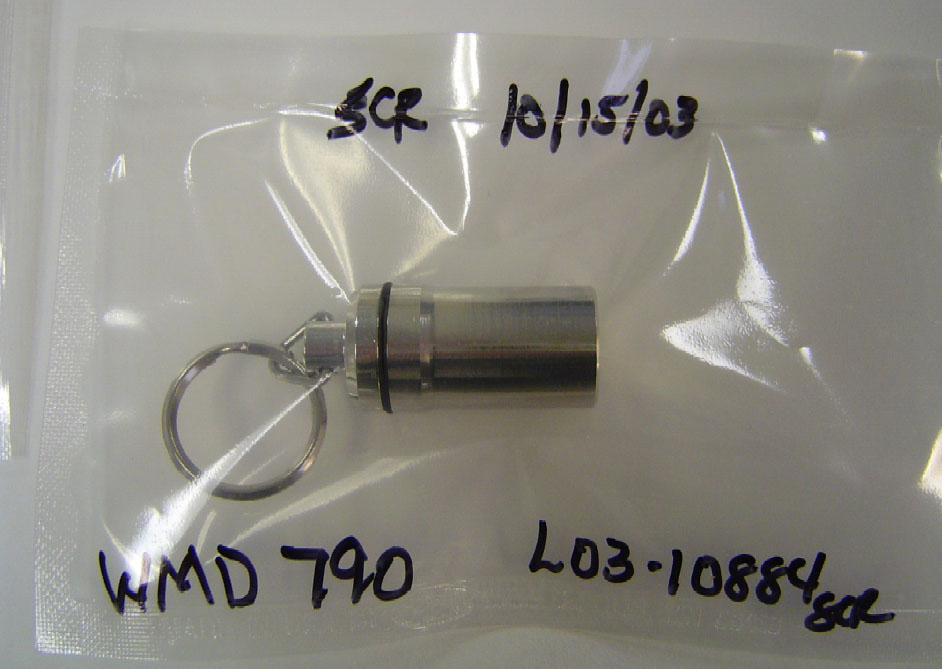
Một lọ kim loại chứa ricin trong Những vụ gửi thư có chứa ricin năm 2003

Hoa Kỳ đã nghiên cứu ricin phục vụ cho tiềm năng quân sự của mình trong Thế chiến I. Vào thời điểm đó nó đã được cân nhắc để sử dụng như bụi độc hoặc làm lớp phủ trên đạn và bi trong đạn. Ý tưởng về đám mây bụi có thể đã không được phát triển đầy đủ, còn ý tưởng về bọc ngoài đạn/bi trong đạn bị vi phạm các công ước Den Haag 1899 và 1907 (được luật pháp Hoa Kỳ thông qua tại đạo luật 32, 1903), cụ thể tại Phụ chương §2, Ch.1, Điều 23 nêu "... đặc biệt nghiêm cấm... sử dụng chất độc hoặc vũ khí tẩm độc". Thế chiến I kết thúc trước khi Hoa Kỳ trang bị vũ khí ricin.
Trong Thế chiến II, Hoa Kỳ và Canada đã tiến hành nghiên cứu ricin trong đạn dược thứ cấp. Mặc dù đã có kế hoạch cho sản xuất hàng loạt và một số thử nghiệm thực địa với các ý tưởng bom chùm khác nhau, kết luận cuối cùng là nó đã không kinh tế bằng sử dụng Phosgen. Kết luận này được dựa trên sự so sánh các loại vũ khí cuối cùng, chứ không phải dựa vào độc tính của ricin (LCt50 ~40 mg·min/m³). Sự quan tâm đến nó vẫn tiếp tục trong một thời gian ngắn sau Thế chiến II, nhưng sau đó giảm xuống khi quân đoàn hóa chất Hoa Kỳ bắt đầu một chương trình trang bị vũ khí sarin.
Theo Công ước về Vũ khí Sinh học năm 1972 và cả Công ước về Vũ khí Hoá học năm 1997, ricin được liệt kê trong các chất thuộc danh mục 1. Mặc dù vậy, hơn 1 triệu tấn hạt thầu dầu vẫn được chế biến mỗi năm, và khoảng 5% trong số đó tạo ra chất thải hóa học có chứa một nồng độ không đáng kể của chất độc ricin chưa bị biến tính.
Ricin ít độc hơn botulinum hoặc uốn ván, nhưng những tác nhân kia khó xâm nhập vào cơ thể người hơn. So với botulinum hoặc bệnh than khi làm vũ khí sinh học hoặc vũ khí hóa học, lượng ricin cần thiết để đạt được LD50 trên một khu vực địa lý rộng lớn cần nhiều hơn đáng kể so với bệnh than (hàng tấn ricin so với chỉ một kg bào khuẩn bệnh than). Ricin dễ sản xuất, nhưng không có lợi ích thực tế hoặc có khả năng gây ra nhiều thương vong như các tác nhân khác. Ricin dễ bị bất hoạt (thay đổi cấu trúc protein và trở nên ít nguy hiểm) hơn các bào tử bệnh than (vẫn có khả năng gây chết người trong hàng thập kỷ). Jan van Aken, một chuyên gia vũ khí sinh học của Đức, đã giải thích trong một bản báo cáo về Sunshine Project (dự án ánh nắng) rằng những thử nghiệm của Al Qaeda với ricin cho thấy họ không có khả năng để sản xuất botulinum hoặc bệnh than.

## Phát triển
Công ty dược phẩm sinh học Soligenix, Inc đã được cấp phép để chế tạo một loại vắc-xin kháng ricin gọi là RiVax™ do Vitetta và những đồng sự tại University of Texas Southwestern Medical Center nghiên cứu. Vắc-xin này an toàn và có khả năng gây miễn dịch ở chuột, thỏ, và con người. Nó đã hoàn thành hai thử nghiệm lâm sàng thành công.

## Những sự cố
Ricin đóng vai trò trong một số sự cố. Năm 1978, nhà bất đồng chính kiến người Bulgaria Georgi Markov đã bị cảnh sát mật Bulgaria ám sát trên một con đường ở Luân Đôn bằng cách dùng một chiếc ô được cải tiến giấu súng khí nén bên trong để bắn viên đạn tẩm độc ricin vào chân ông. Markov đã chết tại bệnh viện một vài ngày sau đó và thi thể đã được chuyển sang bộ phận nghiên cứu chất độc đặc biệt của Bộ Quốc phòng Anh (MOD), tại đây đã phát hiện ra một viên đạn súng hơi sau khi khám nghiệm tử thi. Đối tượng bị tình nghi chính là những cảnh sát mật của Bulgaria: Georgi Markov đã trốn khỏi Bulgaria vài năm trước, sau đó ông viết sách và thực hiện các chương trình phát thanh chỉ trích nặng nề chế độ Cộng sản Bulgaria. Tuy nhiên, người ta tin rằng tại thời điểm đó Bulgaria không có khả năng để sản xuất viên đạn này, mà được cho rằng chính KGB đã cung cấp nó. KGB chối bỏ bất kỳ dính líu nào, mặc dù 2 sĩ quan cao cấp KGB ly khai là Oleg Kalugin và Oleg Gordievsky khẳng định rằng có sự tham gia của KGB. Trước đó, nhà bất đồng chính kiến Liên Xô, Aleksandr Solzhenitsyn cũng bị những triệu chứng giống nhiễm độc ricin (nhưng đã sống sót) sau một chạm trán với các nhân viên KGB vào năm 1971.
Một số phần tử khủng bố và các nhóm khủng bố đã thử nghiệm ricin và gây ra một số vụ gửi thư tẩm độc tới các chính trị gia Hoa Kỳ. Ví dụ, vào ngày 29 tháng 5 năm 2013, hai lá thư nặc danh gửi đến thị trưởng thành phố New York là Michael Bloomberg có dấu vết của ricin. Một thư độc cũng được gửi tới văn phòng của tổ chức Mayors Against Illegal Guns ở Washington DC. Cùng lúc đó, một thư độc khác được gửi tới Tổng thống Hoa Kỳ Barack Obama. Nữ diễn viên Shannon Richardson bị buộc tội, và đã nhận tội vào tháng mười hai. Ngày 16 tháng 7 năm 2014, Richardson bị kết án 18 năm tù giam cộng với mức phạt 367,000$.

## Trong văn hóa đại chúng
Ricin thường được sử dụng trong nội dung của các phim truyền hình nhiều tập như Breaking Bad (phần 2, 4 và 5), The Mentalist (phần 2, tập 15), NCIS (phần 7, tập 21), và phim truyền hình Complicit, The Good Fight (Phần 2 tập 3). Nó cũng được dùng làm vũ khí ám sát Kim Jong-un trong phim The Interview.